# Nuclino
 (novembre 2018).
Nuclino est un logiciel de collaboration en équipe basé sur le cloud qui permet aux équipes de collaborer et de partager des informations en temps réel,. L'entreprise a été fondée en 2015 à Munich, en Allemagne,. Parmi les fonctionnalités les plus remarquables on compte un éditeur collaboratif en temps réel WYSIWYG et la représentation visuelle des connaissances d’une équipe sous forme de graphique. En plus de son application Web, Nuclino a lancé en 2018 une application mobile gratuite pour Android et iOS,,,.